# Eric F. Wieschaus
Eric Frank Wieschaus (ur. 8 czerwca 1947 w South Bend) – amerykański biolog, laureat Nagrody Nobla w dziedzinie fizjologii i medycyny, którą otrzymał w 1995 roku, wraz z Christiane Nüsslein-Volhard i Edwardem B. Lewisem za badania nad genetyczną kontrolą rozwoju zarodka z wykorzystaniem muszki owocowej (łac. Drosophila melanogaster). W 2011 otrzymał Pour le Mérite za Naukę i Sztukę